# 摔香炉
《摔香炉》是1981年在中国的上映的一部动画片。是上海美术电影制片厂的林文肖根据少君、忠萍的同名作品执导出来的一部动画，该动画主要讲述的是一个丈夫为了让迷信老伴不再迷信，于是开始装神弄鬼的故事。

## 剧情简介
有一对儿老夫妇中的妻子非常的迷信，经常把丈夫劳动后的收入用于求神拜佛，而丈夫看到这样不是办法后，于是决定通过装神弄鬼的方式让妻子警醒。